# David Klimeš
David Klimeš (* 1982) je český novinář, ekonomický komentátor a vysokoškolský pedagog na Univerzitě Karlově, držitel novinářské Ceny Karla Havlíčka Borovského. V letech 2023 až 2025 byl výkonným ředitelem Nadačního fondu nezávislé žurnalistiky.

## Život
Na Fakultě sociálních věd Univerzity Karlovy v Praze (FSV UK) vystudoval žurnalistiku a mediální studia. Na Filozofické fakultě Univerzity Karlovy vystudoval historii. Na Fakultě ekonomické Západočeské univerzity vystudoval ekonomiku a management. V roce 2012 získal na FSV UK titul Ph.D.
V letech 2008–2014 komentoval politiku a ekonomiku v deníku E15, v letech 2014–2017 v Hospodářských novinách. Mezi lety 2017 a 2019 byl analytikem týdeníku Ekonom, od roku 2019 do roku 2023 komentoval pro Aktuálně.cz. Komentáři přispívá na ČRo Plus. V roce 2010, 2014, 2016 a 2022 byl nominován na Novinářskou cenu v kategorii komentáře, v roce 2018 ocenění získal. Obdržel i novinářskou Cenu Karla Havlíčka Borovského za rok 2018.
Na FSV UK vyučuje od roku 2014 komunikaci a ekonomiku. Od září 2023 byl výkonným ředitelem Nadačního fondu nezávislé žurnalistiky. V lednu 2025 oznámil, že ke konci února 2025 v této funkci končí a od března přechází do expertní rady, která je poradním orgánem fondu.

## Publikace
- Jak zábavné je informovat (Karolinum, 2015) – kniha o infotainmentu
- Šimon Pánek – Aby dobro neškodilo (Portál, 2015) – knižní rozhovor se Šimonem Pánkem
- Jak probudit Česko (BizzBooks, 2017)
- Česko versus budoucnost: Naše dnešní krize a jak z ní ven (Vyšehrad, 2020)
- Doporučeno nezveřejňovat. Fungování propagandy, cenzury a médií v pozdně normalizačním Československu (Academia, 2022)
- Vir (Akropolis, 2022)
- Od Listopadu po Novu: vývoj české žurnalistiky v letech 1989-1994 (Akropolis, 2024)